# Storkøbenhavn
Storkøbenhavn eller Hovedstaden er en betegnelse for det sammenhængende bymæssigt bebyggede område i Danmark, der i dag udgør en del af Region Hovedstaden og en lille del af Region Sjælland.

## Historie
Afgrænsningen har varieret gennem tiderne således: Fra 1860 indgik Frederiksberg og Københavns Kommune i begrebet "Hovedstaden", der i 1921 udvidedes med Gentofte. Forinden havde Københavns Kommune slugt en del arealer ved grænseudligningerne med omegnen og regulær indlemmelse af Brønshøj, Sundby og Vanløse-Valby (fra Hvidovre) i 1901. Udtrykket "Storkøbenhavn" kendes i hvert fald siden 1936, da det blev anvendt i et foredrag af A. Juel-Hansen. Udtrykket blev senere taget om i forbindelse med Samfærdselskommissionens betænkning om et trafikråd for Storkøbenhavn i 1955.
Ved kommunalreformen af 1970 forblev Københavns- og Frederiksberg Kommune undtaget fra amtsinddelingen og det blev almindeligt at bruge betegnelsen Storkøbenhavn for disse to kommuner samt Københavns Amt. Som konsekvens af byens stadige vækst ud over amtsgrænsen, foretog Danmarks Statistik en korrektion af deres definition i 1979 ved inddragelsen af Hørsholm, Karlebo, Fredensborg-Humlebæk, Farum, Allerød og Birkerød kommuner i Frederiksborg Amt samt Greve og Solrød kommuner i Roskilde Amt.
I 1999 valgte Danmarks Statistik at indskrænke begrebet ved at udsondre bebyggelser i disse kommuner foruden byområderne i Værløse-, Ledøje-Smørum-, Høje Taastrup- og Ishøj- (sidstnævnte senere inkluderet igen) Kommuner i Københavns Amt.

## Udstrækning
Udstrækningen af Storkøbenhavn - Hovedstadsområdets sammenhængende byområde - fremgår af Danmarks Statistiks kort over byområder og landdistrikter. (Zoom ind, lad musen glide hen over de mørkeblå områder, og se hvor der står 'Hovedstadsområdet i ... Kommune'). De yderste dele af Storkøbenhavn er således Kastrup, Tårnby, Karlslunde, Albertslund, Ballerup, Hareskovby, Holte (Rudegård), Øverød, Søllerød og Nærum – men med grønne kiler der strækker sig ind til bl.a. Avedøre, Rødovre, Gladsaxe, Kongens Lyngby og Klampenborg,
Bemærk, at dette sammenhængende byområde adskiller sig lidt fra det område, der ligger inden for de opstillede Storkøbenhavn-færdselstavler (afbilledet her på siden). Fx ligger Taastrup og Trørød uden for Københavns sammenhængende byområde, men inden for Storkøbenhavn-færdselstavlerne; mens byområdet fra Hundige til Karlslunde ligger uden for Storkøbenhavn-færdselstavlerne, men inden for Københavns sammenhængende byområde.

## Storkøbenhavn og Københavns storbyområde
I Fingerplanen afgrænses Københavns storbyområde. Dette område opdeles i det indre og det ydre storbyområde. Det ydre storbyområde omfatter både 1) byområder og 2) landområder som Fingerplanen giver mulighed for bliver omdannet til byområder. Ser man bort fra sidstnævnte så udgør Københavns (samlede) storbyområde et usammenhængende byområde der strækker sig fra København til Dragør, Herfølge, Roskilde (og Risø), Frederikssund, Hillerød og Helsingør (de røde og lyserøde områder på dette kort fra Planinfo)..
Københavns indre storbyområde er groft sagt det sammenhængende byområde som ligger inden for Øresundsmotorvejen, Amagermotorvejen, Motorring 3 og Jægersborg Dyrehave.
Ser man bort fra landområderne, så består Storkøbenhavn af Københavns indre storbyområde samt de dele af Københavns ydre storbyområde der hænger sammen med det indre storbyområde.

## Sammenlignelige storbyer
Ud over at forskellen mellem København, Storkøbenhavn og Hovedstadsområdet kan være udflydende, varierer definitionen på tilsvarende byområder i andre europæiske lande også ganske meget:
- Den tyske delstat Berlin har et indbyggertal på 3.567.977 (2014) med en befolkningstæthed på 3.818 indb. pr. km².
- Hovedstadsregionen i Finland består af Helsinki og tre andre kommuner, med en samlet befolkning på 1.022.139 (2008) og en befolkningstæthed på 1.328/km².
- Storlondon (Greater London) er en region med fælles bystyre og borgmester. Regionen dækker et areal på 1.579 km² (lidt større end Lolland) med anslået 8,5 millioner indbyggere (2014), altså en befolkningstæthed på næsten 5.400/km².
- Stor-Osloregionen har 1.546.706 indbyggere (primo 2015), eller med en endnu bredere definition 1,791 millioner (2011), hvilket giver 83,7 indbyggere per km².
- Storstockholm er i den svenske offentlighed defineret som hele Stockholms Län (amt) på 6.519 km² med 2.019.182 indbyggere (pr. 31. december 2009), dvs. kun 309 indbyggere/km2.[6]

Det danske hovedstadsområde har til sammenligning en befolkningstæthed på omkring 1.977,3 indbyggere per kvadratkilometer.